# Ich komme (skladba, Erika Vikman)
»Ich komme« je pesem finske pevke Erike Vikman, s katero je zastopala Finsko na Pesmi Evrovizije 2025. Pesem sta napisala in producirala Christel Roosberg in Jori Roosberg. Pesem se je uvrstila v finale, kjer je zasedla 11. mesto.

## Pesem Evrovizije
Finska radiotelevizija (Yle) je 7. januarja 2025 objavila, da je pesem »Ich komme« v izvedbi Erike Vikman ena izmed 6 tekmovalnih pesmi na Uuden Musiikin Kilpailu 2025, nacionalnem izboru Finske za Pesem Evrovizije 2025. V finalu, ki je potekal 8. februarja 2025, je zmagala. Dosegla je 430 točk, več kot sto točk od drugo uvrščene Goldielocks in s tem pridobila pravico zastopati Finsko na Pesmi Evroviziji 2025.
Tekmovanje za Pesem Evrovizije 2025 je potekalo v St. Jakobshalle v Baslu v Švici in je bilo sestavljeno iz dveh polfinalov, ki sta potekala 13. in 16. maja, ter finala 17. maja 2025. Žrebanje 28. januarja 2025 je Finski določilo nastop v drugi polovici drugega polfinala.